# Philippe Roch
Pour les articles homonymes, voir Roch.
Philippe Roch, né le 13 septembre 1949 à Lancy, est un homme politique suisse. Il a dirigé le WWF Suisse puis l'Office fédéral de l'environnement.

## Biographie
Il obtient un diplôme d'études chimiques et biologiques à l'université de Genève en 1973, puis soutient en 1978 une thèse de doctorat en biochimie sur l'AMP cyclique dans le système nerveux périphérique. Fondateur d'une section du WWF à Genève, il rédige l'éditorial de Panda Nouvelles (périodique du WWF Suisse) et contribue au contenu du journal des jeunes du WWF Panda Club.

### Responsabilités
Il est nommé secrétaire et responsable du WWF de Suisse romande en 1977, premier secrétaire de l'entreprise CJ Énergies Nouvelles dès 1980, puis directeur général du WWF Suisse jusqu’en 1992.
Il est directeur de l'Office fédéral de l'environnement et secrétaire d'État à l'environnement (1992-2005) puis consultant indépendant à partir de 2005,.
Il a eu plusieurs engagements institutionnels ou politiques. Membre du Parti démocrate-chrétien, il est élu député au Grand conseil du canton de Genève pour deux législatures (1973-1982). Il a été membre du comité de pilotage sur la recherche suisse du conseil de fondation de la Station ornithologique suisse de Sempach, président du comité pour l'Afrique du WWF international (1990-1992), coprésident du Fonds pour l'environnement mondial (FEM/GEF) (1996-2005) et membre du conseil d'administration de l'UNITAR (1996-2001).

### Engagements
En 1987 il remporte avec le WWF la votation sur l’Initiative populaire « pour la protection des marais - Initiative de Rothenturm ». Pendant son mandat de directeur de l'office de l'environnement, son attitude prudente et l'interdiction d'expérimenter des OGM en plein champ lui vaut d’être la cible d’une motion qui demande la suppression de l’office, tandis que 250 scientifiques s'insurgent contre l'entrave à une recherche prioritaire. En 2012 avec Vera et Franz Weber il remporte la votation sur l’initiative « pour en finir avec les constructions envahissantes de résidences secondaires ». Entre 2012 et 2014, il défend l'initiative d'Ecopop « Halte à la surpopulation - Oui à la préservation durable des ressources naturelles », qui échoue en votation, et en 2017 il s'oppose à la Stratégie énergétique 2050 à cause de son caractère trop bureaucratique et des éoliennes.
En 2020, il participe avec Sophie Swaton et Jacques Dubochet à une table-ronde sur l'avenir de l'humanité et de la planète Salut l'écologie!.

## Publications
- Stratégie nationale suisse de la conservation, publication IUCN, Georg Éditeur, Genève 1988, 122 p.  (ISBN 2-8257-0360-5).
- La Nature, source spirituelle, préface de Nicolas Hulot, Éditions Jouvence, 2009  (ISBN 9782883537842).
- OGM, pour ou contre ? Le débat, avec Jacques Neirynck, Éditions Jouvence, 2010  (ISBN 9782883538108).
- Éoliennes, des moulins à vent ? Un chemin entre refus et démesure, Éditions Favre, 2011  (ISBN 9782828912161).
- Dialogue avec Jean-Jacques Rousseau sur la nature. Jalons pour réenchanter le monde, Labor et Fides, coll. « Fondations écologiques », 2012  (ISBN 9782830914436).
- Le Penseur paléolithique. La philosophie écologiste de Robert Hainard, Labor et Fides, collection « Fondations écologiques », 2014  (ISBN 9782830915044).
- Méditer dans la nature. Se relier à l'âme du monde, Éditions Jouvence, 2015  (ISBN 9782889115884).
- Méditer dans la nature, Éditions Jouvence, coll. « Mandalas bien-être », 2016  (ISBN 9782889116836).
- Croissance / Décroissance, Éditions Jouvence, coll. « Concept Jouvence », 2018  (ISBN 9782889119707).

## Distinctions
- 2008 : docteur honoris causa de l'université de Lausanne, Faculté des géosciences et de l'environnement[7].